# フッ化チオニル
フッ化チオニル（フッかチオニル、英: thionyl fluoride）は、化学式SOF2で表される無機化合物。電子基板の絶縁体である六フッ化硫黄の分解生成物である。分子構造は左右対称のピラミッド型で、分子間の距離は硫黄-酸素間が1.42Å、硫黄-フッ素間は1.58Å。結合角度は酸素-硫黄-フッ素が106.2°、フッ素-硫黄-フッ素が92.2°。塩化チオニルや臭化チオニルに似た構造を持つが、これらが常温で液体であるのに対し、フッ化チオニルは常温では気体である。SOCIFなど混合ハロゲン物も知られている。

## 合成と反応
塩化チオニルと、三フッ化アンチモンなどのフッ素供給源との反応、
{\displaystyle {\ce {3SOCl2\ + 2SbF3 -> 3SOF2\ + 2SbCl3}}}
または、二酸化硫黄のフッ素化により生成する。
{\displaystyle {\ce {SO2\ + 2PF5 -> SOF2\ + POF3}}}
六フッ化硫黄が分解して四フッ化硫黄になる過程の中間生成物として生じ、加水によりフッ化水素と二酸化硫黄に分解する。
{\displaystyle {\ce {SOF2\ + H2O -> 2HF\ + SO2}}}
フッ素化学の産業的には、四フッ化硫黄に比べ有用性は低い。